# Protanancus
Protanancus — вимерлий рід амебелодонтидових хоботних з Кенії, Пакистану та Таїланду. Рід складається виключно з типового виду P. macinnesi. Родова назва походить від неспорідненого Anancus і грецького prōtos «перший».

## Класифікація
Протананкус був описаний Арамбуром у 1945 році. Відомо кілька видів цієї тварини: азійські P. chinjiensis, P. brevirostris, P. tobieni, африканський P. macinnesi. Найновіші останки — африканські та з району Сівалікс. Вважається, що ця тварина еволюціонувала з гомфотерію та розвивалася протягом мільйонів років, щоб дати початок іншим подібним тваринам, таким як Platybelodon або Amebelodon. Protanancus також пов'язаний з Archaeobelodon. Інші скам'янілості були знайдені в Болгарії.

## Палеобіологія
Скам'янілості Protanancus у Китаї були знайдені в тих же місцях, що й Platybelodon. Проте, здається, що проживши разом принаймні два мільйони років, Platybelodon вижив, а Protanancus вимер. Лише в районі, де Платибелодон не був присутній (Сивалік), Protanancus все ще процвітав. Форма щелеп двох тварин вказує на те, що вони вели однаковий спосіб життя, з лопатоподібними бивнями, які могли збирати рослинний матеріал. Однак трубчаста структура бивнів Platybelodon вказує на те, що ця тварина переносила більші навантаження та більше стирання, ніж Protanancus.